# 大阪府道802号八尾河内長野自転車道線

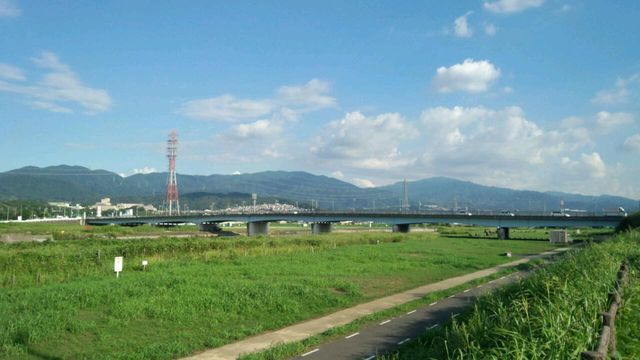
富田林市内の石川河川敷。画面右よりを走るのが南河内サイクリングロードである。

大阪府道802号八尾河内長野自転車道線（おおさかふどう802ごう やおかわちながのじてんしゃどうせん）は、大阪府八尾市から河内長野市に至る、自転車・歩行者専用の一般府道である。

## コースの概要
大阪府八尾市の、府道2号（旧中環）・大正橋北詰交差点付近が出発地点。大和川右岸を上流方向（奈良方面）へ向かい、近鉄道明寺線柏原南口駅付近を右に折れ、大和川（新大和橋）を渡る。その後、富田林市まで石川沿い橋を延々と南下、途中で石川サイクル橋を渡り、一旦石川右岸を通る。川西大橋東詰にて国道309号と合流・右折し再び石川を渡る。勾配を上りながら近鉄長野線をくぐり抜け、国道170号大阪外環状線と交わる新家（しんけ）交差点を左折。そのまま大阪外環状線に沿いながら泉佐野方面に進む。河内長野市内で南海高野線を越え、国道310号をオーバークロスする高架の下にある原町北交差点が終点となる。

### 路線データ
- 陸上距離：21.1km（全区間供用済）
- 起点：大阪府八尾市太田5丁目261先
- 終点：大阪府河内長野市原町（原町北交差点=国道170号・国道310号交点）

## 路線状況

### 別名
- 南河内サイクルライン

## 地理

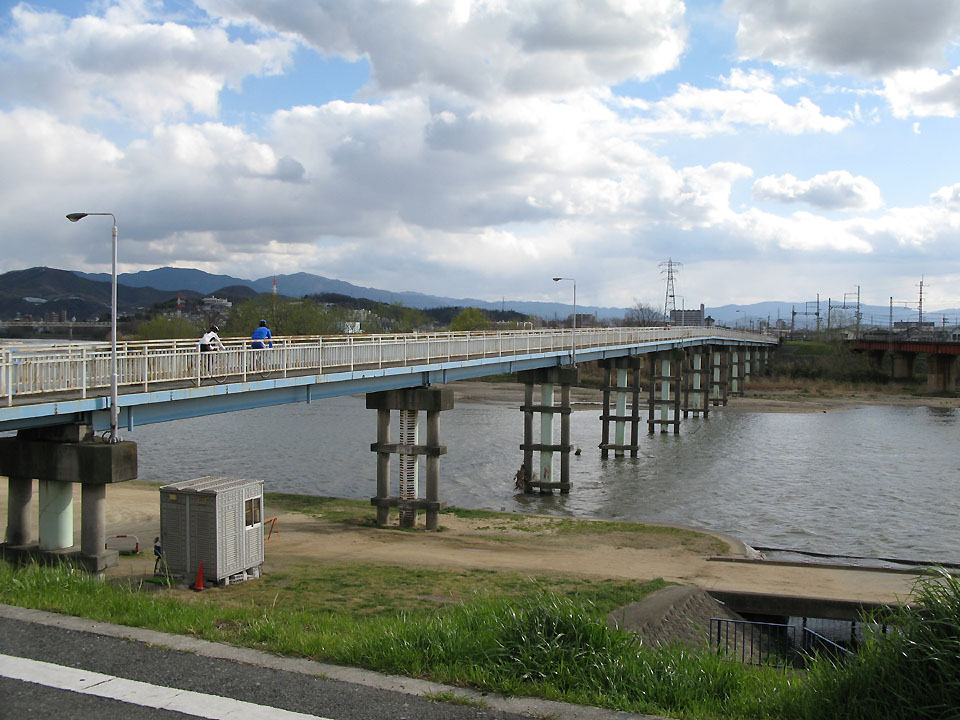
新大和橋

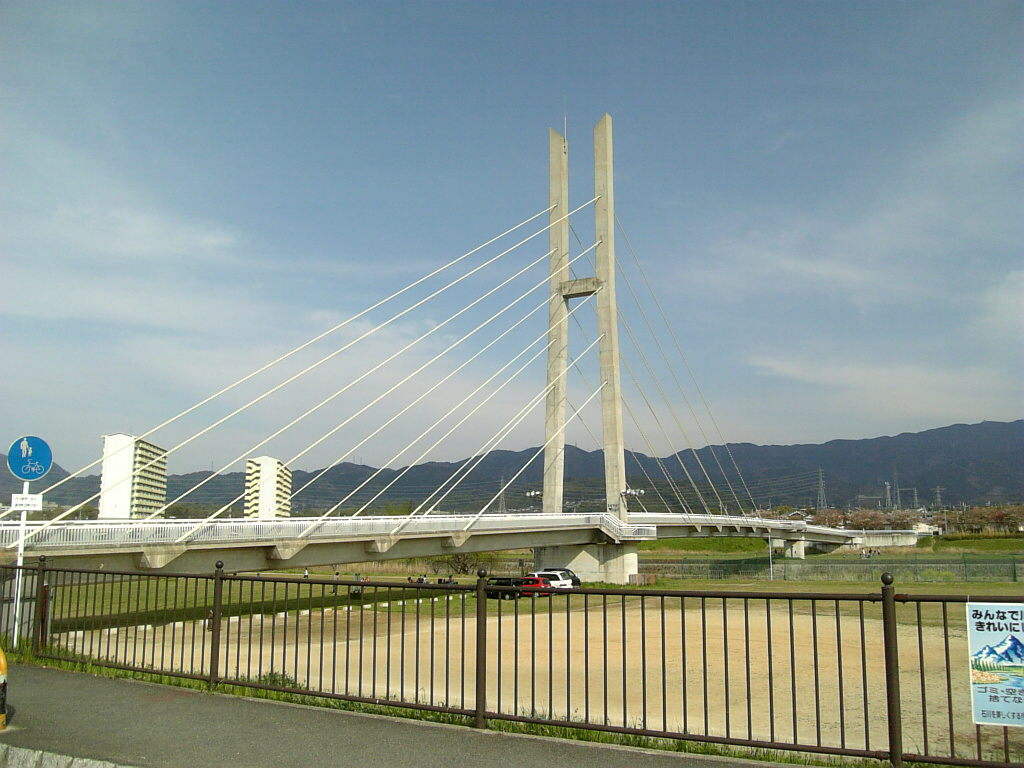
石川サイクル橋

### 沿線
（広域）
- 石川河川公園

八尾市
- 大正橋

藤井寺市
- 藤井寺市民スポーツ広場

柏原市
- 近鉄柏原南口駅

藤井寺市
- 新大和橋
- 近鉄道明寺駅
- 玉手山公園（柏原市・対岸）

羽曳野市
富田林市
- 石川サイクル橋
- 富田林寺内町（対岸）
- 川西大橋
- 大阪大谷大学
- 大阪府営錦織公園

河内長野市
- 南海千代田検車区